# Danh sách di sản tư liệu thế giới tại châu Á và Thái Bình Dương
Những tư liệu đầu tiên được UNESCO công nhận là Di sản tư liệu thế giới từ năm 1997. Đó là một danh sách các bản thảo di sản tư liệu của thế giới, các truyền thống truyền miệng, tài liệu nghe nhìn, thư viện và tài sản lưu trữ. Điều này nhằm mục đích thúc đẩy trao đổi thông tin giữa các chuyên gia và nâng cao nguồn lực cho công tác bảo quản, số hóa và phổ biến các tư liệu. Tính đến năm 2015, thế giới có tổng cộng 238 di sản tư liệu thế giới. Dưới đây là danh sách các di sản tư liệu thế giới tại châu Á và Thái Bình Dương.

## Danh sách

### Ấn Độ
| Di sản tư liệu[A]                                                                          | Bảo quản/Vị trí | Năm công nhận | Tham khảo     |
| ------------------------------------------------------------------------------------------ | --- | ------------- | ------------- |
| Bộ sưu tập bản thảo y khoa I.A.S. Tamil                                                    | Viện Nghiên cứu châu Á, Tamil Nadu 12°51′48″B 80°13′47″Đ / 12,863331°B 80,2295941°Đ | 1997          | [ 4 ] [ 5 ]   |
| Tư liệu lưu trữ Công ty Đông Ấn Hà Lan (chung với Indonesia, Hà Lan, Nam Phi và Sri Lanka) | - Trung tâm lưu trữ tài liệu Cape Town (Văn phòng của Kho lưu trữ Quốc gia Nam Phi) 33°55′53″N 18°25′26″Đ / 33,931495°N 18,423812°Đ - Trung tâm lưu trữ Tamil Nadu 13°04′35″B 80°15′38″Đ / 13,076368°B 80,260424°Đ - Cục Lưu trữ Quốc gia Sri Lanka 6°54′24″B 79°51′53″Đ / 6,906759°B 79,864734°Đ - Trung tâm lưu trữ Quốc gia Indonesia 6°16′43″N 106°49′08″Đ / 6,278623°N 106,818899°Đ - Trung tâm lưu trữ Quốc gia Hà Lan 52°04′52″B 4°19′35″Đ / 52,081037°B 4,3262802°Đ | 2003          | [ 6 ]         |
| Bản thảo Saiva tại Puducherry                                                              | Viện Nghiên cứu Pháp tại Pondicherry, Pondicherry 11°56′13″B 79°50′08″Đ / 11,936934°B 79,835651°Đ | 2005          | [ 7 ] [ 8 ]   |
| Rigveda                                                                                    | Viện Nghiên cứu phương Đông Bhandarkar, Pune 18°31′09″B 73°49′48″Đ / 18,519103°B 73,829942°Đ | 2007          | [ 9 ] [ 10 ]  |
| Tarikh-E-Khandan-E-Timuriyah                                                               | Thư viện Cộng đồng phương Đông Khuda Bakhsh, Patna, Bihar 25°37′18″B 85°08′08″Đ / 25,621542°B 85,135677°Đ | 2011          | [ 11 ] [ 12 ] |
| Vimalaprabha                                                                               | Hiệp hội Á Châu, Kolkata 22°33′19″B 88°21′02″Đ / 22,555149°B 88,350532°Đ | 2011          | [ 13 ]        |
| Shāntinātha Charitra                                                                       | Bảo tàng Lalbhai Dalpatbhai, Ahmedabad 23°01′59″B 72°32′59″Đ / 23,033096°B 72,549811°Đ | 2013          | [ 14 ]        |
| Bản thảo Gilgit                                                                            | Trung tâm lưu trữ Quốc gia Ấn Độ, New Delhi 28°36′56″B 77°13′02″Đ / 28,615543°B 77,21724°Đ | 2017          | [ 15 ]        |
| Maitreyayvarakarana                                                                        | Hiệp hội Á Châu Maitreyayvarakarana, Kolkata 22°33′19″B 88°21′02″Đ / 22,555149°B 88,350532°Đ | 2017          | [ 16 ]        |

### Bangladesh
| Di sản tư liệu[A]                                                  | Bảo quản/Vị trí                                                                          | Năm công nhận | Tham khảo     |
| ------------------------------------------------------------------ | ---------------------------------------------------------------------------------------- | ------------- | ------------- |
| Bài phát biểu ngày 7 tháng 3 của Bangabandhu Sheikh Mujibur Rahman | Bảo tàng Chiến tranh Giải phóng, Dhaka 23°46′33″B 90°22′03″Đ / 23,7757275°B 90,3675297°Đ | 2017          | [ 17 ] [ 18 ] |

### Campuchia
| Di sản tư liệu[A]                                                    | Bảo quản/Vị trí | Năm công nhận | Tham khảo |
| -------------------------------------------------------------------- | --- | ------------- | --------- |
| Lưu trữ Bảo tàng diệt chủng Tuol Sleng                               | Bảo tàng diệt chủng Tuol Sleng, Phnôm Pênh 11°32′58″B 104°54′55″Đ / 11,5494006°B 104,9153715°Đ | 2009          | [ 19 ]    |
| Bản thảo truyện Panji (chung với Indonesia, Hà Lan, Malaysia và Anh) | - Thư viện Đại học Leiden, Leiden 52°09′26″B 4°28′53″Đ / 52,157302°B 4,481429°Đ - Thư viện Quốc gia Indonesia 6°10′53″N 106°49′37″Đ / 6,181298°N 106,826908°Đ - Thư viện Quốc gia Malaysia 3°10′14″B 101°42′41″Đ / 3,170693°B 101,711362°Đ - Thư viện Quốc gia Campuchia 11°34′35″B 104°55′10″Đ / 11,576504°B 104,919578°Đ | 2017          | [ 20 ]    |

### Fiji
| Di sản tư liệu[A]                                                                           | Bảo quản/Vị trí | Năm công nhận | Tham khảo |
| ------------------------------------------------------------------------------------------- | --- | ------------- | --------- |
| Hồ sơ của những người lao động Anh-điêng (chung với Guyana, Suriname và Trinidad và Tobago) | - Trung tâm lưu trữ Quốc gia Fiji 18°08′34″N 178°25′27″Đ / 18,142906°N 178,424031°Đ - Trung tâm lưu trữ Quốc gia Guyana 6°48′10″B 58°08′26″T / 6,802743°B 58,140546°T - Trung tâm lưu trữ Quốc gia Surinam 5°48′39″B 55°12′42″T / 5,810875°B 55,211598°T - Trung tâm lưu trữ Quốc gia Trinidad & Tobago 10°39′37″B 61°30′46″T / 10,660171°B 61,512783°T | 2011          | [ 21 ]    |

### Hàn Quốc
| Di sản tư liệu[A] | Bảo quản/Vị trí | Năm công nhận | Tham khảo |
| --- | --- | ------------- | --------- |
| Đông y bảo giám: Nguyên tắc và thực hành Đông y | Thư viện Quốc gia Hàn Quốc, Seoul 37°29′52″B 127°00′13″Đ / 37,497763°B 127,003675°Đ | 2009          | [ 22 ]    |
| Bản thảo Huấn dân chính âm: Âm chính xác để hướng dẫn nhân dân                                                                                            | Bảo tàng Nghệ thuật Gansong, Seoul 37°35′37″B 126°59′49″Đ / 37,593612°B 126,996883°Đ | 1997          | [ 23 ]    |
| Triều Tiên vương triều thực lục | - Chongjoksan Sagobon, Odaesan Sagobon và Sanyoppon 37°27′37″B 126°57′13″Đ / 37,460253°B 126,953587°Đ - T'aebaeksan Sagobon 35°10′42″B 129°05′02″Đ / 35,178275°B 129,084001°Đ | 1997          | [ 24 ]    |
| Thừa chính viện nhật ký, Nhật ký của Ban thư ký Hoàng gia                                                                                                 | Thư viện Kyujanggak và Đại học Quốc gia Seoul, Seoul 37°34′44″B 126°59′22″Đ / 37,578998°B 126,989511°Đ | 2001          | [ 25 ]    |
| Bạch Vân hòa thượng sao lục Phật tổ Trực chỉ tâm thể yếu tiết (tập 2), tập thứ hai của "Tuyển tập các giáo lý thiền của các thầy tu Phật giáo lớn"        | Thư viện Quốc gia Pháp, Paris 48°50′01″B 2°22′33″Đ / 48,833576°B 2,375789°Đ | 2001          | [ 26 ]    |
| Mộc bản Bát vạn đại tạng kinh | Chùa Haeinsa, Gyeongsangnam-do 35°48′04″B 128°05′53″Đ / 35,801207°B 128,098137°Đ | 2007          | [ 27 ]    |
| Nghi quỹ (Uigwe): Giao thức hoàng gia nhà Triều Tiên | Đại học Quốc gia Seoul, Seoul 37°27′33″B 126°57′07″Đ / 37,459273°B 126,952075°Đ | 2007          | [ 28 ]    |
| Tư liệu Di sản tư liệu nhân quyền Phong trào dân chủ Gwangju 1980, tại Gwangju                                                                            | - Tòa thị chính thành phố Gwangju 35°09′36″B 126°51′05″Đ / 35,160072°B 126,851467°Đ - Quỹ tưởng niệm ngày 18 tháng 5, Gwangju 35°08′58″B 126°55′00″Đ / 35,149523°B 126,916777°Đ - Đại học Quốc gia Chonnam, Gwangju 35°10′37″B 126°54′21″Đ / 35,176963°B 126,905873°Đ | 2011          | [ 29 ]    |
| Nhật tỉnh lục (Ilseongnok): Bản ghi chép hàng ngày | Đại học Quốc gia Seoul, Seoul 37°27′33″B 126°57′07″Đ / 37,459273°B 126,952075°Đ | 2011          | [ 30 ]    |
| Loạn trung nhật ký (Nanjung Ilgi): Nhật ký chiến tranh của Đô đốc Lý Thuấn Thần                                                                           | Đền Hyeonchungsa, Asan 36°48′23″B 127°01′55″Đ / 36,806508°B 127,031968°Đ | 2013          | [ 31 ]    |
| Tư liệu lưu trữ Saemaul Undong (Phong trào Nông thôn Mới)                                                                                                 | - Trung tâm Lưu trữ Quốc gia, Seoul 36°21′39″B 127°23′08″Đ / 36,360827°B 127,385452°Đ - Korea Saemaul Undong Center 37°30′09″B 127°04′02″Đ / 37,502635°B 127,067141°Đ | 2013          | [ 32 ]    |
| Mộc bản in Nho giáo | Viện Nghiên cứu Hàn Quốc, Andong 36°42′08″B 128°48′39″Đ / 36,702255°B 128,810703°Đ | 2015          | [ 33 ]    |
| Tư liệu lưu trữ của KBS về chương trình phát sóng đặc biệt "Tìm kiếm gia đình ly tán"                                                                     | - KBS, Seoul 37°31′33″B 126°54′58″Đ / 37,525958°B 126,915973°Đ - Trung tâm Lưu trữ Quốc gia Hàn Quốc 36°21′39″B 127°23′08″Đ / 36,360831°B 127,385418°Đ - Viện Gallup Hàn Quốc 37°34′26″B 126°58′02″Đ / 37,574003°B 126,967257°Đ | 2015          | [ 34 ]    |
| Dấu hoàng gia và Bộ sưu tập sách phong chức nhà Triều Tiên                                                                                                | Bảo tàng Cung điện Quốc gia Hàn Quốc, Seoul 37°34′36″B 126°58′30″Đ / 37,576576°B 126,975098°Đ | 2017          | [ 35 ]    |
| Tư liệu lưu trữ Phong trào Trả nợ Quốc gia | Công viên Tưởng niệm về Phong trào Trả nợ Quốc gia 35°52′10″B 128°36′22″Đ / 35,869422°B 128,606033°Đ | 2017          | [ 36 ]    |
| Tài liệu Triều Tiên thông tín sử: Lịch sử xây dựng hòa bình và trao đổi văn hóa giữa Hàn Quốc và Nhật Bản từ thế kỷ 17 đến thế kỷ 19 (chung với Nhật Bản) | - Đại học Quốc gia Seoul-Viện Nghiên cứu Hàn Quốc Kyujanggak 37°27′44″B 126°57′01″Đ / 37,46209°B 126,950237°Đ - Thư viện Quốc gia Hàn Quốc 37°29′52″B 127°00′13″Đ / 37,497763°B 127,003675°Đ - Viện Quốc gia về Lịch sử Hàn Quốc 37°25′27″B 126°58′47″Đ / 37,424203°B 126,97969°Đ - Thư viện Đại học Hàn Quốc 37°35′05″B 127°01′35″Đ / 37,584651°B 127,026487°Đ - Viện Lịch sử và Văn hóa Chungnam 36°29′21″B 127°08′48″Đ / 36,48914°B 127,146737°Đ - Bảo tàng Quốc gia Hàn Quốc 37°31′26″B 126°58′49″Đ / 37,523847°B 126,980404°Đ - Bảo tàng Busan 35°07′47″B 129°05′39″Đ / 35,129724°B 129,094084°Đ - Bảo tàng Cung điện Quốc gia Hàn Quốc 37°34′36″B 126°58′30″Đ / 37,576576°B 126,975098°Đ - Bảo tàng Hải dương Quốc gia Hàn Quốc 35°04′43″B 129°04′49″Đ / 35,078493°B 129,080272°Đ | 2017          | [ 37 ]    |

### Indonesia
| Di sản tư liệu[A]                                                    | Bảo quản/Vị trí | Năm công nhận | Tham khảo |
| -------------------------------------------------------------------- | --- | ------------- | --------- |
| Sử thi La Galigo (chung với Hà Lan)                                  | - Pháo đài Rotterdam, Makassar 5°08′02″N 119°24′19″Đ / 5,133867°N 119,405291°Đ - Thư viện Đại học Leiden, Leiden 52°09′26″B 4°28′53″Đ / 52,157302°B 4,481429°Đ | 2011          | [ 38 ]    |
| Nagarakretagama: Mô tả về đất nước (1365 sau Công nguyên)            | Thư viện Quốc gia Indonesia, Jakarta 6°10′53″N 106°49′37″Đ / 6,181298°N 106,826908°Đ | 2013          | [ 39 ]    |
| Babad Diponegoro (chung với Hà Lan)                                  | - Thư viện Quốc gia Indonesia, Jakarta 6°10′53″N 106°49′37″Đ / 6,181298°N 106,826908°Đ - Viện Nghiên cứu Hoàng gia Hà Lan về Đông Nam Á và Caribe 52°09′31″B 4°28′57″Đ / 52,15859°B 4,48251°Đ | 2013          | [ 40 ]    |
| Tài liệu lưu trữ hội nghị Á-Phi                                      | Trung tâm lưu trữ Quốc gia Indonesia, Nam Jakarta 6°16′43″N 106°49′08″Đ / 6,278638°N 106,818939°Đ | 2015          | [ 41 ]    |
| Tài liệu lưu trữ bảo tồn Borobudur                                   | Trung tâm lưu trữ Quốc gia Indonesia 6°16′43″N 106°49′08″Đ / 6,278638°N 106,818939°Đ | 2017          | [ 42 ]    |
| Tài liệu lưu trữ về Sóng thần Ấn Độ Dương (chung với Sri Lanka)      | - Trung tâm lưu trữ Quốc gia Indonesia 6°16′43″N 106°49′08″Đ / 6,278638°N 106,818939°Đ - Cục Lưu trữ Quốc gia Sri Lanka 6°54′24″B 79°51′53″Đ / 6,906742°B 79,864784°Đ | 2017          | [ 43 ]    |
| Bản thảo truyện Panji (chung với Campuchia, Hà Lan, Malaysia và Anh) | - Thư viện Đại học Leiden, Leiden 52°09′26″B 4°28′53″Đ / 52,157302°B 4,481429°Đ - Thư viện Quốc gia Indonesia 6°10′53″N 106°49′37″Đ / 6,181298°N 106,826908°Đ - Thư viện Quốc gia Malaysia 3°10′14″B 101°42′41″Đ / 3,170693°B 101,711362°Đ - Thư viện Quốc gia Campuchia 11°34′35″B 104°55′10″Đ / 11,576504°B 104,919578°Đ | 2017          | [ 20 ]    |

### Iran
| Di sản tư liệu[A]                                                                                    | Bảo quản/Vị trí | Năm công nhận | Tham khảo     |
| --- | --- | ------------- | ------------- |
| "Bayasanghori Shâhnâmeh" (Sách của các vị vua của Hoàng tử Bayasanghor)                              | Cung điện Golestan, Tehran 35°40′47″B 51°25′14″Đ / 35,67975°B 51,420517°Đ | 2007          | [ 44 ]        |
| Chứng thực chứng thư: Bản thảo thế kỷ 13 Rab’ I-Rashidi (Rab I-Rashidi)                              | Thư viện Trung tâm Tabriz, Tabriz 38°03′51″B 46°15′23″Đ / 38,06411°B 46,256279°Đ | 2007          | [ 45 ] [ 46 ] |
| Tài liệu hành chính của Astan-e Quds Razavi trong thời kỳ Safavid                                    | Thư viện Astan-e Quds Razavi, Mashhad 36°17′22″B 59°36′58″Đ / 36,289501°B 59,616135°Đ | 2009          | [ 47 ]        |
| Al-Tafhim li Awa'il Sana'at al-Tanjim: Cuốn sách hướng dẫn về các yếu tố của nghệ thuật chiêm tinh   | Thư viện, bảo tàng và Trung tâm tài liệu của Hội đồng Tư vấn Hồi giáo, Tehran 35°48′30″B 51°27′31″Đ / 35,808438°B 51,45863°Đ | 2011          | [ 48 ]        |
| Bộ sưu tập Panj Ganj của Nezami                                                                      | - Thư viện Sepahsalar (Shahid Mottahri) 35°41′22″B 51°25′52″Đ / 35,6893678°B 51,431208°Đ - Bảo tàng và Thư viện Quốc gia Malek 35°41′13″B 51°24′59″Đ / 35,68704°B 51,416318°Đ - Cung điện Golestan, Tehran 35°40′47″B 51°25′14″Đ / 35,67975°B 51,420517°Đ - Bảo tàng Quốc gia Iran 35°41′14″B 51°24′53″Đ / 35,687098°B 51,414643°Đ - Thư viện trung tâm và trung tâm tài liệu của Đại học Tehran 35°42′12″B 51°23′43″Đ / 35,703269°B 51,395321°Đ | 2011          | [ 49 ]        |
| Bộ sưu tập các bản đồ Iran trong thời kỳ Qajar (Lịch Mặt Trăng 1193 - 1344 / Lịch Gregory 1779-1926) | Thư viện Nghiên cứu Chính trị và Quốc tế của Bộ Ngoại giao Iran 35°48′30″B 51°27′31″Đ / 35,808438°B 51,45863°Đ | 2013          | [ 50 ]        |
| Dhakhīra-yi Khārazmshāhī                                                                             | Thư viện Nhà thờ Hồi giáo Sepahsalar, Tehran 35°41′22″B 51°26′00″Đ / 35,68936°B 51,433397°Đ | 2013          | [ 51 ]        |
| Al-Masaalik Wa Al-Mamaalik: Cuốn sách Hành trình và các Vương quốc (chung với Đức)                   | - Thư viện và Trung tâm lưu trữ Quốc gia Iran, Tehran 35°45′07″B 51°26′03″Đ / 35,751903°B 51,4342645°Đ - Thư viện Nghiên cứu Gotha, Erfurt 50°56′43″B 10°42′20″Đ / 50,945358°B 10,705445°Đ | 2015          | [ 52 ]        |
| Kulliyyāt-i Saʽdi: Kulliyat của Saadi                                                                | Thư viện và Trung tâm lưu trữ Quốc gia Iran, Tehran 35°45′07″B 51°26′03″Đ / 35,751903°B 51,4342645°Đ | 2015          | [ 53 ]        |
| Jāme’ al-Tavarikh: Sách yếu lược Biên niên sử                                                        | Cung điện Golestan, Tehran 50°56′43″B 10°42′20″Đ / 50,945358°B 10,705445°Đ | 2017          | [ 54 ]        |

### Kazakhstan
| Di sản tư liệu[A]                                                               | Bảo quản/Vị trí | Năm công nhận | Tham khảo |
| ------------------------------------------------------------------------------- | --- | ------------- | --------- |
| Bộ sưu tập các bản thảo của Khoja Ahmed Yasawi                                  | Thư viện Quốc gia Kazakhstan, Almaty 43°14′29″B 76°56′35″Đ / 43,241432°B 76,943141°Đ                                   | 2003          | [ 55 ]    |
| Tài liệu nghe nhìn của phong trào chống hạt nhân quốc tế "Nevada-Semipalatinsk" | Kho lưu trữ Nhà nước và Lưu trữ Nhà nước về Phim truyện, Almaty 43°14′34″B 76°56′44″Đ / 43,242712°B 76,945582°Đ        | 2005          | [ 56 ]    |
| Tài liệu lưu trữ nền biển Aral                                                  | Trung tâm lưu trữ Nhà nước và Trung tâm lưu trữ về Phim truyện, Almaty 43°14′34″B 76°56′44″Đ / 43,242712°B 76,945582°Đ | 2011          | [ 57 ]    |

### Malaysia
| Di sản tư liệu[A]                                                     | Bảo quản/Vị trí | Năm công nhận | Tham khảo |
| --------------------------------------------------------------------- | --- | ------------- | --------- |
| Thư tín của Quốc vương Kedah (1882–1943)                              | Trung tâm lưu trữ Quốc gia Malaysia, Alor Setar 6°09′48″B 100°22′12″Đ / 6,163409°B 100,370127°Đ | 2001          | [ 58 ]    |
| Hikayat Hang Tuah: Lịch sử của Hang Tuah                              | Thư viện Quốc gia Malaysia, Kuala Lumpur 3°10′14″B 101°42′41″Đ / 3,170693°B 101,711362°Đ | 2001          | [ 59 ]    |
| Sejarah Melayu (Các biên niên sử của Malay)                           | Viện Ngôn ngữ và Văn học, Kuala Lumpur 3°08′03″B 101°42′13″Đ / 3,134248°B 101,703558°Đ | 2001          | [ 60 ]    |
| Batu Bersurat, Terengganu (Đá nội tiếp của Terengganu)                | Bảo tàng bang Terengganu, Kuala Terengganu 5°19′07″B 103°06′08″Đ / 5,318578°B 103,102112°Đ | 2009          | [ 61 ]    |
| Bản thảo truyện Panji (chung với Campuchia, Hà Lan, Indonesia và Anh) | - Thư viện Đại học Leiden, Leiden 52°09′26″B 4°28′53″Đ / 52,157302°B 4,481429°Đ - Thư viện Quốc gia Indonesia 6°10′53″N 106°49′37″Đ / 6,181298°N 106,826908°Đ - Thư viện Quốc gia Malaysia 3°10′14″B 101°42′41″Đ / 3,170693°B 101,711362°Đ - Thư viện Quốc gia Campuchia 11°34′35″B 104°55′10″Đ / 11,576504°B 104,919578°Đ | 2017          | [ 20 ]    |

### Mông Cổ
| Di sản tư liệu[A]                                        | Bảo quản/Vị trí                                                                         | Năm công nhận | Tham khảo |
| -------------------------------------------------------- | --------------------------------------------------------------------------------------- | ------------- | --------- |
| Tóm lược vàng "Altan Tobchi": Lịch sử vàng viết năm 1651 | Thư viện Quốc gia Mông Cổ, Ulaanbaatar 47°54′53″B 106°54′59″Đ / 47,914814°B 106,91625°Đ | 2011          | [ 62 ]    |
| Tanjur Mông Cổ & các bia đá tưởng niệm                   | Thư viện Quốc gia Mông Cổ, Ulaanbaatar 47°54′53″B 106°54′59″Đ / 47,914814°B 106,91625°Đ | 2011 & 2017   | [ 63 ]    |
| Kanjur viết với 9 viên đá quý                            | Thư viện Quốc gia Mông Cổ, Ulaanbaatar 47°54′53″B 106°54′59″Đ / 47,914814°B 106,91625°Đ | 2013          | [ 64 ]    |

### Myanmar
| Di sản tư liệu[A]                                                                                         | Bảo quản/Vị trí | Năm công nhận | Tham khảo |
| --- | --- | ------------- | --------- |
| Đền thờ chữ khắc Kuthodaw                                                                                 | Chùa Kuthodaw, Mandalay 22°00′17″B 96°06′47″Đ / 22,004738°B 96,112954°Đ | 2013          | [ 65 ]    |
| Bản khắc đá Myazedi Quadrilingual                                                                         | Cục Khảo cổ học và Bảo tàng Quốc gia, Naypyidaw 19°47′20″B 96°08′29″Đ / 19,788761°B 96,141265°Đ | 2015          | [ 66 ]    |
| Lá thư vàng của vua Miến Điện Alaungphaya gửi chi vua George II của Vương quốc Anh (chung với Đức và Anh) | - Cục Khảo cổ học và Bảo tàng Quốc gia, Naypyidaw 19°47′20″B 96°08′29″Đ / 19,788761°B 96,141265°Đ - Thư viện Gottfried Wilhelm Leibniz – Thư viện bang Hạ Sachsen 52°21′55″B 9°43′51″Đ / 52,365295°B 9,730835°Đ | 2015          | [ 67 ]    |
| Chuông khắc vua Bayinnaung                                                                                | Chùa Shwezigon, Bagan 21°11′43″B 94°53′38″Đ / 21,195319°B 94,893868°Đ | 2017          | [ 68 ]    |

### Nepal
| Di sản tư liệu[A]                          | Bảo quản/Vị trí                                                                             | Năm công nhận | Tham khảo |
| ------------------------------------------ | ------------------------------------------------------------------------------------------- | ------------- | --------- |
| Bản thảo Niśvāsattatvasaṃhitā              | Trung tâm lưu trữ Quốc gia Nepal, Kathmandu 27°41′43″B 85°19′17″Đ / 27,695387°B 85,321523°Đ | 2013          | [ 69 ]    |
| Bản thảo của Susrutamhita (Sahottartantra) | Thư viện Kaiser, Kathmandu 27°42′50″B 85°18′55″Đ / 27,713998°B 85,315269°Đ                  | 2013          | [ 70 ]    |

### New Zealand
| Di sản tư liệu[A]                                                   | Bảo quản/Vị trí                                                                                      | Năm công nhận | Tham khảo |
| ------------------------------------------------------------------- | --- | ------------- | --------- |
| Hiệp ước Waitangi                                                   | Trung tâm lưu trữ Quốc gia, Wellington 41°16′37″N 174°46′48″Đ / 41,277057°N 174,7801366°Đ            | 1997          | [ 71 ]    |
| Đơn thỉnh nguyện cho Quyền tuyển cử của phụ nữ tại New Zealand 1893 | Trung tâm lưu trữ Quốc gia, Wellington 41°16′37″N 174°46′48″Đ / 41,277057°N 174,7801366°Đ            | 1997          | [ 72 ]    |
| Tài liệu lưu trữ của Ngài Edmund Hillary                            | Bảo tàng Tưởng niệm chiến tranh Auckland, Auckland 36°51′37″N 174°46′40″Đ / 36,860387°N 174,777826°Đ | 2015          | [ 73 ]    |

### Nhật Bản
| Di sản tư liệu[A] | Bảo quản/Vị trí | Năm công nhận | Tham khảo |
| --- | --- | ------------- | --------- |
| Bộ sưu tập Sakubei Yamamoto | - Bảo tàng Lịch sử Khai mỏ Thành phố Tagawa 33°38′27″B 130°48′50″Đ / 33,640761°B 130,813753°Đ - Thư viện Đại học tỉnh Fukuoka 33°39′01″B 130°48′50″Đ / 33,650349°B 130,813806°Đ | 2011          | [ 74 ]    |
| Tài liệu liên quan đến Phái bộ thời kỳ Khánh Tràng đến Châu Âu Nhật Bản và Tây Ban Nha (chung với Tây Ban Nha)                                            | Bảo tàng Thành phố Sendai, Sendai 38°15′22″B 140°51′24″Đ / 38,256009°B 140,856636°Đ | 2013          | [ 75 ]    |
| Midokanpakuki: Nhật ký viết tay ban đầu của Fujiwara no Michinaga                                                                                         | Yōmei Bunko, Kyoto 35°01′55″B 135°42′36″Đ / 35,031838°B 135,710117°Đ | 2013          | [ 76 ]    |
| Tài liệu lưu trữ của đền Tōji trong một trăm hộp | Thư viện tỉnh Kyoto, Kyoto 35°00′47″B 135°46′56″Đ / 35,012969°B 135,782093°Đ | 2015          | [ 77 ]    |
| Trở lại cảng Maizuru - Tài liệu liên quan tới sự giam giữ và kinh nghiệm hồi hương của người Nhật (1945-1956)                                             | Bảo tàng tưởng niệm hồi hương Maizuru, Kyoto 35°30′34″B 135°23′48″Đ / 35,509538°B 135,39671°Đ | 2015          | [ 78 ]    |
| Ba tấm bia quý giá của Kozuke cổ đại | Takasaki, Gunma 36°19′19″B 139°00′12″Đ / 36,32208°B 139,0034°Đ | 2017          | [ 79 ]    |
| Tài liệu Triều Tiên thông tín sử: Lịch sử xây dựng hòa bình và trao đổi văn hóa giữa Hàn Quốc và Nhật Bản từ thế kỷ 17 đến thế kỷ 19 (chung với Hàn Quốc) | - Đại học Quốc gia Seoul-Viện Nghiên cứu Hàn Quốc Kyujanggak 37°27′44″B 126°57′01″Đ / 37,46209°B 126,950237°Đ - Thư viện Quốc gia Hàn Quốc 37°29′52″B 127°00′13″Đ / 37,497763°B 127,003675°Đ - Viện Quốc gia về Lịch sử Hàn Quốc 37°25′27″B 126°58′47″Đ / 37,424203°B 126,97969°Đ - Thư viện Đại học Hàn Quốc 37°35′05″B 127°01′35″Đ / 37,584651°B 127,026487°Đ - Viện Lịch sử và Văn hóa Chungnam 36°29′21″B 127°08′48″Đ / 36,48914°B 127,146737°Đ - Bảo tàng Quốc gia Hàn Quốc 37°31′26″B 126°58′49″Đ / 37,523847°B 126,980404°Đ - Bảo tàng Busan 35°07′47″B 129°05′39″Đ / 35,129724°B 129,094084°Đ - Bảo tàng Cung điện Quốc gia Hàn Quốc 37°34′36″B 126°58′30″Đ / 37,576576°B 126,975098°Đ - Bảo tàng Hải dương Quốc gia Hàn Quốc 35°04′43″B 129°04′49″Đ / 35,078493°B 129,080272°Đ | 2017          | [ 37 ]    |

### Pakistan
| Di sản tư liệu[A]             | Bảo quản/Vị trí                                                                       | Năm công nhận | Tham khảo |
| ----------------------------- | ------------------------------------------------------------------------------------- | ------------- | --------- |
| Giấy tờ Jinnah (Quaid-I-Azam) | Trung tâm lưu trữ Quốc gia, Islamabad 33°44′24″B 73°05′41″Đ / 33,739981°B 73,094761°Đ | 1999          | [ 80 ]    |

### Philippines
| Di sản tư liệu[A]                                           | Bảo quản/Vị trí | Năm công nhận | Tham khảo |
| ----------------------------------------------------------- | --- | ------------- | --------- |
| Cổ tự học Philippine (Hanunoo, Build, Tagbanua và Pala'wan) | Bảo tàng Quốc gia, Manila 14°35′13″B 120°58′52″Đ / 14,58694°B 120,98124°Đ | 1999          | [ 81 ]    |
| Tin tức phát thanh về Cách mạng Quyền lực Nhân dân          | - Đài phát thanh Veritas châu Á, thành phố Quezon 14°42′01″B 121°04′18″Đ / 14,700378°B 121,071785°Đ - Mạng truyền thanh Raja, thành phố Makati 14°33′10″B 121°00′49″Đ / 14,552678°B 121,013647°Đ - Lưu trữ cá nhân của ông Orly Punzalan, Dasmariñas 14°17′00″B 120°57′41″Đ / 14,283373°B 120,961358°Đ | 2003          | [ 82 ]    |
| Bộ sưu tập của José Maceda                                  | Trung tâm nghiên cứu dân tộc học của U.P., thành phố Quezon 14°39′26″B 121°03′56″Đ / 14,657119°B 121,065581°Đ | 2007          | [ 83 ]    |
| Giấy tờ của tổng thống Manuel L. Quezon                     | Trung tâm nghiên cứu dân tộc học của U.P., thành phố Quezon 14°39′26″B 121°03′56″Đ / 14,657119°B 121,065581°Đ | 2011          | [ 83 ]    |

### Sri Lanka
| Di sản tư liệu[A]                                                                      | Bảo quản/Vị trí | Năm công nhận | Tham khảo |
| -------------------------------------------------------------------------------------- | --- | ------------- | --------- |
| Tư liệu lưu trữ Công ty Đông Ấn Hà Lan (chung với Indonesia, Hà Lan, Nam Phi và Ấn Độ) | - Trung tâm lưu trữ tài liệu Cape Town (Văn phòng của Kho lưu trữ Quốc gia Nam Phi) 33°55′53″N 18°25′26″Đ / 33,931495°N 18,423812°Đ - Trung tâm lưu trữ Tamil Nadu 13°04′35″B 80°15′38″Đ / 13,076368°B 80,260424°Đ - Cục Lưu trữ Quốc gia Sri Lanka 6°54′24″B 79°51′53″Đ / 6,906759°B 79,864734°Đ - Trung tâm lưu trữ Quốc gia Indonesia 6°16′43″N 106°49′08″Đ / 6,278623°N 106,818899°Đ - Trung tâm lưu trữ Quốc gia Hà Lan 52°04′52″B 4°19′35″Đ / 52,081037°B 4,3262802°Đ | 2003          | [ 6 ]     |
| Kho lưu trữ sóng thần Ấn Độ Dương (chung với Indonesia)                                | - Trung tâm lưu trữ Quốc gia Indonesia 6°16′43″N 106°49′08″Đ / 6,278638°N 106,818939°Đ - Cục Lưu trữ Quốc gia Sri Lanka 6°54′24″B 79°51′53″Đ / 6,906742°B 79,864784°Đ | 2017          | [ 43 ]    |

### Tajikistan
| Di sản tư liệu[A]                                                         | Bảo quản/Vị trí                                                                                         | Năm công nhận | Tham khảo |
| ------------------------------------------------------------------------- | --- | ------------- | --------- |
| Bản thảo của Ubayd Zakoni Kulliyat và Hafez Sherozi Gazalliyt (thế kỷ 14) | Viện Di sản Văn bản của Viện hàn lâm khoa học, Dushanbe 38°34′15″B 68°47′31″Đ / 38,570959°B 68,791934°Đ | 2003          | [ 84 ]    |

### Thái Lan
| Di sản tư liệu[A] | Bảo quản/Vị trí | Năm công nhận | Tham khảo |
| --- | --- | ------------- | --------- |
| Chữ khắc Ram Khamhaeng | Bảo tàng Quốc gia Bangkok, Bangkok 13°45′30″B 100°29′30″Đ / 13,758195°B 100,491799°Đ                                                | 2003          | [ 85 ]    |
| Tài liệu lưu trữ của vua Chulalongkorn về sự thay đổi của Xiêm (1868–1910)                                                                      | Thư viện Quốc gia Thái Lan, Bangkok; Trung tâm lưu trữ Quốc gia Thái Lan, Bangkok 13°46′20″B 100°30′18″Đ / 13,772305°B 100,505114°Đ | 2009          | [ 86 ]    |
| Lưu trữ chữ khắc Wat Pho | Wat Pho, Bangkok 13°44′48″B 100°29′36″Đ / 13,746538°B 100,493298°Đ                                                                  | 2011          | [ 87 ]    |
| "Những cuốn sách nhỏ của Hội đồng Xã hội Xiêm" 100 năm ghi lại hợp tác quốc tế trong nghiên cứu và phổ biến kiến thức về nghệ thuật và khoa học | Trung tâm lưu trữ Quốc gia Thái Lan, Bangkok 13°46′23″B 100°30′16″Đ / 13,773143°B 100,504566°Đ                                      | 2013          | [ 88 ]    |
| Ảnh kính phim âm bản Hoàng gia và Bản in gốc | Trung tâm lưu trữ Quốc gia Thái Lan, Bangkok 13°46′23″B 100°30′16″Đ / 13,773143°B 100,504566°Đ                                      | 2017          | [ 89 ]    |

### Đông Timor
| Di sản tư liệu[A]                                                                | Bảo quản/Vị trí                                                                                     | Năm công nhận | Tham khảo |
| -------------------------------------------------------------------------------- | --------------------------------------------------------------------------------------------------- | ------------- | --------- |
| Sự ra đời của một quốc gia: Bước ngoặt (Bộ sưu tập tài liệu nghe nhìn Max Stahl) | Trung tâm lưu trữ & Bảo tàng Kháng chiến Đông Timor 8°33′20″N 125°34′39″Đ / 8,555558°N 125,577499°Đ | 2013          | [ 90 ]    |

### Triều Tiên
| Di sản tư liệu[A]                    | Bảo quản/Vị trí | Năm công nhận | Tham khảo |
| ------------------------------------ | --- | ------------- | --------- |
| Cẩm nang võ thuật minh họa toàn diện | - Đại học Đường Nhân dân, Pyongyang - Các địa điểm khác ở Hàn Quốc 39°01′13″B 125°44′58″Đ / 39,020196°B 125,749334°Đ | 2017          | [ 91 ]    |

### Trung Quốc
| Di sản tư liệu[A]                                                                    | Bảo quản/Vị trí | Năm công nhận | Tham khảo |
| ------------------------------------------------------------------------------------ | --- | ------------- | --------- |
| Tư liệu lưu trữ âm thanh Âm nhạc truyền thống                                        | Học viện Nghệ thuật Trung Quốc, Bắc Kinh 39°57′02″B 116°26′51″Đ / 39,950573°B 116,447466°Đ | 1997          | [ 92 ]    |
| Hồ sơ của Đại học sĩ nhà Thanh - 'Du nhập văn hóa phương Tây của Trung Quốc'         | Bảo tàng Cố cung, Bắc Kinh 39°54′59″B 116°23′50″Đ / 39,916261°B 116,397116°Đ | 1999          | [ 93 ]    |
| Bản thảo văn học cổ Nạp Tây Dongba                                                   | Viện nghiên cứu Dongba Lệ Giang, Đại Nghiên 26°52′53″B 100°12′35″Đ / 26,88145°B 100,209704°Đ | 2003          | [ 94 ]    |
| Danh sách bảng vàng khoa cử triều Thanh                                              | Trung tâm lưu trữ Nhà nước, Bắc Kinh 39°54′54″B 116°23′35″Đ / 39,914878°B 116,392925°Đ | 2005          | [ 95 ]    |
| Lưu trữ Dạng thức lôi triều Thanh                                                    | - Trung tâm lưu trữ Lịch sử đầu tiên 39°54′54″B 116°23′35″Đ / 39,914878°B 116,392925°Đ - Thư viện Quốc gia Trung Quốc 39°56′35″B 116°19′23″Đ / 39,943016°B 116,323087°Đ - Bảo tàng Cố cung Bắc Kinh 39°54′59″B 116°23′50″Đ / 39,916261°B 116,397116°Đ | 2007          | [ 96 ]    |
| Bản thảo cương mục                                                                   | Thư viện của Viện Hàn lâm Khoa học Y học Trung Quốc 39°54′39″B 116°25′03″Đ / 39,910808°B 116,417448°Đ | 2011          | [ 97 ]    |
| Hoàng Đế nội kinh                                                                    | Thư viện Quốc gia Trung Quốc 39°56′35″B 116°19′23″Đ / 39,943016°B 116,323087°Đ | 2011          | [ 98 ]    |
| Tài liệu lưu trữ Tây Tạng từ nhà Nguyên Trung Quốc, 1304-1367                        | Trung tâm lưu trữ Khu tự trị Tây Tạng, Lhasa 29°39′23″B 91°04′57″Đ / 29,656268°B 91,0824097°Đ | 2013          | [ 99 ]    |
| Thư tín và Tài liệu chuyển tiền từ nước ngoài về Trung Quốc                          | - Trung tâm lưu trữ tỉnh Quảng Đông 23°07′47″B 113°16′18″Đ / 23,129666°B 113,271797°Đ - Viện nghiên cứu lịch sử và văn hóa Triều Sán 23°22′24″B 116°42′48″Đ / 23,373298°B 116,71324°Đ - Trung tâm lưu trữ thành phố Sán Đầu 23°22′06″B 116°42′39″Đ / 23,368334°B 116,710955°Đ - Bảo tàng Tứ Ấp Giang Môn Trung Quốc hải ngoại 22°36′48″B 113°05′04″Đ / 22,613291°B 113,084509°Đ - Trung tâm lưu trữ Mai Châu 24°18′36″B 116°07′00″Đ / 24,310126°B 116,116659°Đ - Văn phòng Di sản văn hóa Khai Bình 22°22′35″B 112°41′55″Đ / 22,376367°B 112,698511°Đ - Trung tâm lưu trữ tỉnh Phúc Kiến 26°02′41″B 119°12′14″Đ / 26,044769°B 119,203995°Đ - Trung tâm lưu trữ thành phố Tuyền Châu 24°54′27″B 118°35′13″Đ / 24,907562°B 118,586831°Đ - Trung tâm lưu trữ thành phố Jinjiang 24°47′02″B 118°33′04″Đ / 24,78377°B 118,55102°Đ - Bảo tàng Tấn Giang 24°47′42″B 118°33′45″Đ / 24,795137°B 118,562476°Đ - Bảo tàng Tuyền Châu về Trung Quốc hải ngoại 24°54′44″B 118°36′24″Đ / 24,912132°B 118,606545°Đ | 2013          | [ 100 ]   |
| Tài liệu về Thảm sát Nam Kinh                                                        | - Trung tâm Lưu trữ Quốc gia 40°02′34″B 116°09′55″Đ / 40,042732°B 116,165371°Đ - Trung tâm lưu trữ lịch sử thứ hai Trung Quốc 32°02′26″B 118°48′51″Đ / 32,040665°B 118,814042°Đ - Trung tâm lưu trữ tỉnh Liêu Ninh 41°46′53″B 123°24′18″Đ / 41,781494°B 123,405006°Đ - Trung tâm lưu trữ tỉnh Cát Lâm 43°53′24″B 125°19′33″Đ / 43,889982°B 125,325797°Đ - Trung tâm lưu trữ thành phố Thượng Hải 31°12′18″B 121°23′55″Đ / 31,204879°B 121,398591°Đ - Trung tâm lưu trữ thành phố Nam Kinh 32°03′30″B 118°47′48″Đ / 32,058256°B 118,796558°Đ - Nhà tưởng niệm nạn nhân vụ thảm sát Nam Kinh bởi quân xâm lược Nhật Bản 32°02′09″B 118°44′33″Đ / 32,035703°B 118,742556°Đ | 2015          | [ 101 ]   |
| Tư liệu lưu trữ lụa Tô Châu từ cận đại cho đến hiện đại                              | Cục lưu trữ công nghiệp và thương mại Tô Châu 31°19′35″B 120°37′35″Đ / 31,32628°B 120,626409°Đ | 2017          | [ 102 ]   |
| Giáp cốt văn Trung Quốc                                                              | - Viện Khảo cổ học, Viện Khoa học Xã hội Trung Quốc 39°55′21″B 116°24′38″Đ / 39,922623°B 116,410448°Đ - Viện Lịch sử, Viện Khoa học Xã hội Trung Quốc 39°55′21″B 116°24′36″Đ / 39,922443°B 116,410084°Đ - Thư viện Quốc gia Trung Quốc 39°56′35″B 116°19′23″Đ / 39,943016°B 116,323087°Đ - Bảo tàng Cố cung Bắc Kinh 39°54′59″B 116°23′50″Đ / 39,916261°B 116,397116°Đ - Thư viện Đại học Bắc Kinh 39°59′31″B 116°18′35″Đ / 39,991829°B 116,30977°Đ - Thư viện Đại học Thanh Hoa 40°00′18″B 116°19′29″Đ / 40,004884°B 116,324684°Đ - Bảo tàng Thượng Hải 31°13′42″B 121°28′32″Đ / 31,228287°B 121,47553°Đ - Bảo tàng Nam Kinh 32°02′30″B 118°49′32″Đ / 32,041742°B 118,825683°Đ - Bảo tàng tỉnh Sơn Đông 36°39′31″B 117°05′45″Đ / 36,658531°B 117,095899°Đ - Bảo tàng Lữ Thuận 38°48′29″B 121°14′02″Đ / 38,80816°B 121,233847°Đ - Bảo tàng Thiên Tân 39°05′08″B 117°12′32″Đ / 39,085523°B 117,208901°Đ                                                                                              | 2017          | [ 103 ]   |
| Hồ sơ chính thức của Ma Cao trong triều nhà Thanh (1693-1886) (chung với Bồ Đào Nha) | Trung tâm lưu trữ Quốc gia Torre do Tombo, Alvalade, Lisbon 38°45′17″B 9°09′23″T / 38,75466°B 9,156511°T | 2017          | [ 104 ]   |

### Úc
| Di sản tư liệu[A]                                                | Bảo quản/Vị trí | Năm công nhận | Tham khảo |
| ---------------------------------------------------------------- | --- | ------------- | --------- |
| Nhật ký tàu HMS Endeavour của James Cook                         | Thư viện Quốc gia Úc, Canberra 35°17′48″N 149°07′47″Đ / 35,296633°N 149,129815°Đ | 2001          | [ 105 ]   |
| Bản thảo Mabo v Queensland (số 2)                                | Thư viện Quốc gia Úc, Canberra 35°17′48″N 149°07′47″Đ / 35,296633°N 149,129815°Đ | 2001          | [ 106 ]   |
| Bộ phim The Story of the Kelly Gang (1906)                       | Trung tâm lưu trữ Nghe nhìn Quốc gia Úc, Canberra 35°17′00″N 149°07′17″Đ / 35,283213°N 149,12135°Đ | 2007          | [ 107 ]   |
| Danh sách tù nhân tại Úc từ 1788 đến 1868                        | - Cơ quan Lưu trữ bang New South Wales 33°46′22″N 150°44′32″Đ / 33,772862°N 150,74216°Đ - Văn phòng lưu trữ Tasmania 42°52′55″N 147°19′30″Đ / 42,881844°N 147,325044°Đ - Văn phòng lưu trữ Tây Úc: Tòa nhà thư viện Alexander, Trung tâm văn hóa Perth 31°56′57″N 115°51′37″Đ / 31,949259°N 115,860191°Đ | 2007          | [ 108 ]   |
| Tuyên ngôn của Đảng Lao động Queensland với người dân Queensland | Thư viên bang Queensland, Brisbane 27°28′16″N 153°01′05″Đ / 27,471136°N 153,018135°Đ | 2009          | [ 109 ]   |
| Tấm kim loại phản đối phủ kính khổng lồ của cảng Sydney          | Thư viện bang New South Wales, Sydney 33°51′58″N 151°12′48″Đ / 33,866163°N 151,213272°Đ | 2017          | [ 110 ]   |

### Uzbekistan
| Di sản tư liệu[A]                                    | Bảo quản/Vị trí                                                                                              | Năm công nhận | Tham khảo |
| ---------------------------------------------------- | --- | ------------- | --------- |
| Kinh Qur'an Kufic Samarkand                          | Hội đồng Hồi giáo Uzbekistan, Tashkent 41°19′32″B 69°14′29″Đ / 41,325571°B 69,241367°Đ                       | 1997          | [ 111 ]   |
| Bộ sưu tập của Viện nghiên cứu phương Đông Al-Biruni | Học viện Khoa học Tashkent 41°18′24″B 69°17′12″Đ / 41,306589°B 69,286559°Đ                                   | 1997          | [ 112 ]   |
| Tài liệu lưu trữ của Khả Hãn Khiva                   | Trung tâm Lưu trữ Nhà nước của Cộng hòa Uzbekistan, Tashkent 41°17′15″B 69°13′44″Đ / 41,287496°B 69,228878°Đ | 2017          | [ 113 ]   |

### Vanuatu
| Di sản tư liệu[A]                                                       | Bảo quản/Vị trí                                                                     | Năm công nhận | Tham khảo |
| ----------------------------------------------------------------------- | ----------------------------------------------------------------------------------- | ------------- | --------- |
| Bộ sưu tập MS 90-98 của Arthur Bernard Deacon (1903-27) (chung với Anh) | Viện Nhân chủng học Hoàng gia, London 51°31′26″B 0°08′24″T / 51,523794°B 0,140062°T | 2013          | [ 114 ]   |

### Việt Nam
| Di sản tư liệu[A]                                  | Bảo quản/Vị trí                                                                                     | Năm công nhận | Tham khảo       |
| -------------------------------------------------- | --------------------------------------------------------------------------------------------------- | ------------- | --------------- |
| Mộc bản triều Nguyễn                               | Trung tâm Lưu trữ Quốc gia số 4, Đà Lạt, Lâm Đồng 21°01′57″B 105°48′33″Đ / 21,032576°B 105,809181°Đ | 2009          | [ 115 ]         |
| Các bia đá về các kỳ thi hoàng gia triều Lê và Mạc | Văn Miếu - Quốc Tử Giám, Hà Nội 21°01′46″B 105°50′10″Đ / 21,029363°B 105,836164°Đ                   | 2010          | [ 116 ] [ 117 ] |
| Châu bản triều Nguyễn (1802-1945)                  | Trung tâm Lưu trữ Quốc gia số 1, Hà Nội 21°01′01″B 105°47′53″Đ / 21,016896°B 105,798097°Đ           | 2017          | [ 118 ]         |